# Křížová cesta (Kocléřov)
Křížová cesta v Kocléřově ve Vítězné na Trutnovsku v Královéhradeckém kraji se nachází severozápadně od obce v lese na poutním místě.

## Historie
Křížovou cestu tvoří čtrnáct kamenných kapliček se čtvercovou nikou, ve které je umístěna litinová plastika s pašijovým výjevem. Kapličky jsou zakončeny lomenou kamennou stříškou. Zastavení byla budována roku 1893 spolu s kostelem Navštívení Panny Marie.

### Poutní místo
Poutní místo vzniklo v létě roku 1848. Na základě opakujícího se snu jedné osleplé ženy hledali a nalezli pramen, jehož voda ženě vrátila zrak. Tento pramen byl přebudován na studnu se stříškou a před rokem 1858 zde byla postavena kaple Božského Srdce Páně. Roku 1893 byl ve svahu nad studnou postaven novorománský kostel Navštívení Panny Marie ze žlutavého pískovce. Jeho vnitřní výzdoba pochází od kocléřovského malíře, který stěny i strop pokryl ornamentálními a figurálními motivy. Současně zde bylo vybudováno široké pískovcové schodiště, které začíná u studny, a křížová cesta s kaplí Getsemany a kaplí Božího hrobu.
Po roce 1945 tradice církevních slavností U Studánky nezanikla a bohoslužby se zde konaly až do 90. let 20. století. Obě malé kapličky a stříška studny byly cíleně ničeny a časem chátraly. Křížová cesta přišla o čtyři ze svých obrazových zastavení, které strhli traktorem pracovníci zemědělského družstva. Střechou kostela zatékalo a malby na stěnách byly poničeny.
Roku 1990 bylo rozhodnuto o opravě poutního místa. Bývalí němečtí rodáci založili fond na záchranu a obnovu památek a královédvorský farář P. František Beneš začal s obnovou kostela Navštívení Panny Marie U Studánky. Roku 1990 byl v poutním kostele znovu vysvěcen zvon a provedeny nejnutnější opravy. Roku 1995 byla zrenovována nejstarší kaple, opravena a vyčištěna studna, zrestaurována socha archanděla Michaela a postupně byly opravovány litinové plastiky křížové cesty. Roku 1998 bylo opraveno široké pískovcové schodiště a vyrobeny chybějící plastiky křížové cesty.
První pouť po obnově poutního místa vykonali poutníci 5. července 1992 k patronátní slavnosti 2. července. (2.7. svátek Navštívení Panny Marie podle dřívějšího kalendáře. V novém kalendáři je svátek 31. května). V Bavorsku se slaví svátek 2.7. Většina německých poutníků přijíždí z Bavorska.